# Trelleborg (Gemeinde)
Koordinaten: 55° 22′ N, 13° 10′ O

Trelleborg ist eine Gemeinde (schwedisch kommun) in der südschwedischen Provinz Skåne län und der historischen Provinz Schonen. Der Hauptort der Gemeinde ist Trelleborg.

## Geographie
Die Gemeinde liegt an der schwedischen Südküste und hat zur Ostsee einen 35 Kilometer langen Sandstrand. Außerdem liegt Schwedens südlichster Punkt, Smygehuk, in der Gemeinde. Im nördlichen Teil der Gemeinde befinden sich überwiegend Buchenwälder. Die Fläche zwischen Küste und Wald wird vor allem landwirtschaftlich genutzt.

## Orte
Folgende Orte sind Ortschaften (tätorter):
- Alstad
- Anderslöv
- Beddingestrand
- Gislövs läge och Simremarken
- Klagstorp
- Skegrie
- Smygehamn
- Trelleborg